# برج السيلس

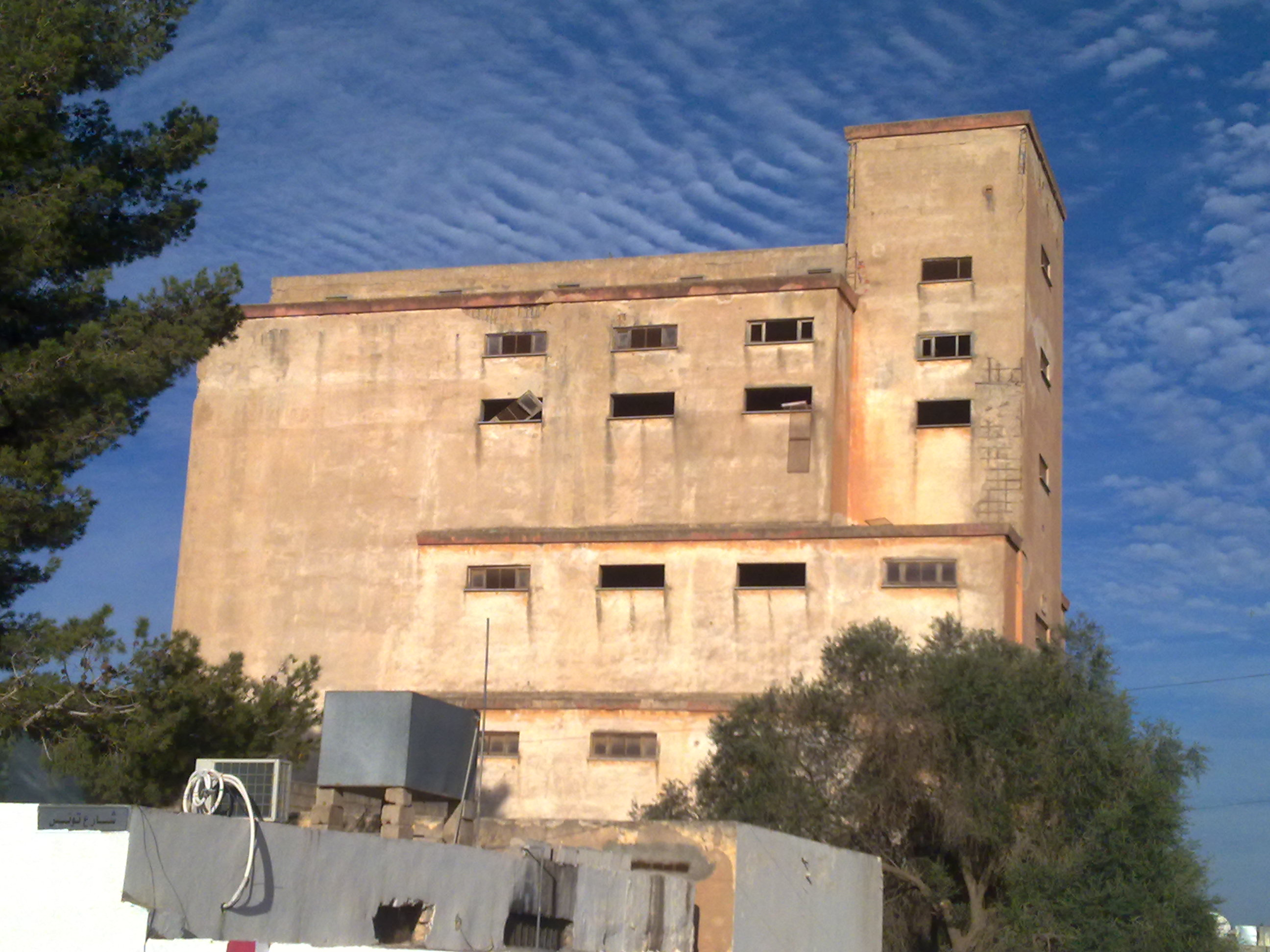
برج السيلس

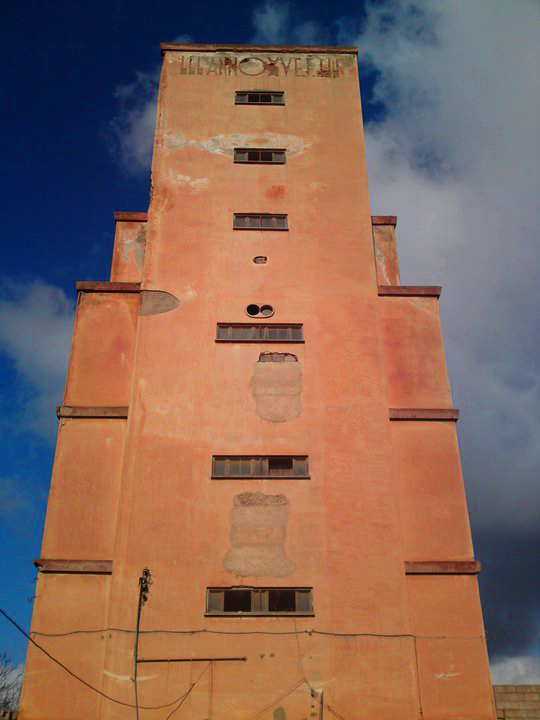
برج السيلس من الواجهه الأمامية

برج السيلس  يقع مبني السيلس في قلب مدينة البيضاء ، ليبيا، ويقدر عمره 90 عاما ويعتبر مبني لتخزين الحبوب وقاما الإيطالين ببناءه حيث الآن لا يحضي باهتمام ولا يصلح للتخزين بل يصلح معلم تاريخي.

## أحداث السيلس
كانت مجموعة عساكر الزبطية التابعة للطليان مكلفة بحراسة مركز الحبوب (السيلس)، وكانت الحرب العالمية الثانية في أشدها، وتأتي الأخبار والإشاعات بأنتصار المحور الطليان والألمان حينا والحلفاء حينا أخر، وكان الناس كلما سمعوا وقوع هزيمة للمحور، أصابتهم ضراوة فزاد عدوانهم ضد كل ما يتصل بالطليان.
وأشيع مرة أن الطليان هزموا، وأنهم يستعدون للانسحاب من البلاد فتجمع حشد كبير من الناس وهاجموا السيلس حيث تخزن الحبوب لينتهبوها، وكان السبب أغلاق الأمدادات المصرية على برقة وتفشي الجوع والجراد والآوبئة والتيفوت والطاعون وجفاف الأمطار مما أدي لموت الألف في برقة، عموما وكان الزبطية مسؤلين قانونينا عن حماية الحبوب، وأن ثبت منهم تقصير فستكون أمامه المحاكمة.
ولم يكن في مقدور العساكر أن يوجهوا السلاح إلي المهاجمين مباشرة، فأطلقوا الرصاص في الهواء، وكان في إحدى المرات أن أصابوا وجهة السيلس في الأعلى فسقطت منه ثلمات كبيرة من الدور الثامن ولا زالت واضحة إلي يومنا هذا.

## مواضيع ذات علاقة
- الجبل الأخضر
- البيضاء

## وصلات خارجية
- موقع السلفيوم